# 清水沙樹
清水 沙樹（しみず さき、1987年2月21日 - ）は、千葉県印旛郡印西町（現・印西市）出身の競艇選手。
登録番号4519。103期。2017年度後期より登録名を旧姓名の市村 沙樹（いちむら さき）から変更した。

## 来歴
やまと競艇学校時代は、リーグ戦勝率4.44（準優出2回）の成績を残した。2008年11月13日、平和島競艇場でデビュー。2009年7月3日、多摩川競艇場で初勝利（77走目）。2012年12月21日、江戸川競艇場での「男女W優勝戦 日本写真判定社長杯」で初優勝。初優出での初優勝となった。
2013年12月に岡山支部の清水敦揮と結婚。登録名はその後も旧姓を使用していたが、2017年度後期より現在の清水姓に変更した。なお、結婚後も所属は東京支部のままとなっている。
2025年2月9日、ボートレース江戸川「ヴィーナスシリーズ・Yes！銀座高須クリニック杯」の最終日1Rで勝利し、江戸川通算50勝を達成。リーチをかけてから20走目での到達。

## エピソード
- 同期に古澤光紀、深谷知博、小野生奈らがいる。
- 大の初音ミクファンとして知られている。また、喜多須杏奈と並ぶ「競艇界の二大コスプレレーサー」と称され、多摩川競艇場イメージキャラクターの静波まつりや初音ミクのコスプレを披露したほど[3][4]。また、ヘルメットにはVOCALOIDのキャラクターが描かれたステッカーが貼り付けられている[5]。